# 슈파이어 대성당
슈파이어 대성당(독일어: Speyerer Dom, 정식 명칭: Domkirche St. Maria un St. Stephan)은 독일 남서부 라인란트팔츠주 슈파이어에 있는 대성당이다. 슈파이어의 가톨릭 주교좌가 이곳에 있다. 신성 로마 제국 시대의 황제들이 안장되어 있는 곳이라 현지에서는 슈파이어 카이저돔 (Kaiserdom zu Speyer) 또는 슈파이어 돔 (Speyer Dom)으로 불린다. 독일 로마네스크 양식의 시작을 알리는 이 대성당은 폭 30m, 길이 133m에 이르며, 높이가 72m나 되는 탑이 있다. 이 건축물은 로마네스크 양식의 종교 건축물로서는 최대 규모를 자랑한다. 그리고 익랑과 내진 아래에 있는 지하 제실은 천장 높이만 해도 7m에 달해, 지하 제실 중에서 가장 큰 규모를 자랑한다.
슈파이어 대성당은 1030년 황제 콘라트 2세의 명령으로 기공되어 1060년 하인리히 4세에 의해 헌당된 라틴 십자 플랜의 독일 로마네스크 건축을 대표하는 바실리카식 성당이다. 1981년 유네스코에 의해 세계문화유산으로 지정되었다. 1912년, 예술사가인 빌헬름 핀더는 슈파이어 대성당을 보고 다음과 같이 말했다. “당당한 본진은 전함 같은 위용을 보이면서 화려한 버팀 기둥의 윗면을 라인 강 쪽으로 돌리기 위해 서쪽에서 동쪽으로 뻗어 있는 것처럼 보인다.” 성당 건물은 당시 독일 제국(신성 로마 제국)의 위용을 잘 표현하고 있다고 말한다.

## 건축사적 의의
슈파이어 대성당은 11세기~12세기 로마네스크 건축의 발달과 18세기부터 현재까지의 독일, 유럽은 물론 세계의 복원 원칙 발전에 상당한 영향을 미쳤다. 이 성당은 보름스 대성당과 마인츠 대성당과 함께 로마네스크 양식 예술의 기념비적 건축물이다. 이 건물은 크기로도 최대 규모이며, 독일 왕들의 묘지로 사용되었다는 점에서도 건축사적으로 중요한 교회이다.
슈파이어 대성당은 콘라트 2세의 명령에 따라 1030년〜1106년에 창건되었고, 성모 마리아와 성 슈테판에게 봉헌되었다. 이 성당은 힐데스하임(Hildesheim)의 성 미카엘 성당의 설계를 적용되어 만들어졌고, 라인란트 지역에서 일반적으로 적용된 배치의 유형을 완성하였다. 평면 배치는 동관과 서관의 평형, 네이브(nave, 바실리카 성당 등에서 좌우 측랑 사이에 끼인 중심부로서 예배자를 위한 장소)와 트랜셉트(transept, 십자형 교회의 좌우 날개 부분)가 형성하는 주요 부분의 틀을 세우는 탑들의 대칭적이고 단독적인 배치가 특징이다. 하인리히 4세는 1080~1106년에 대성당을 전면적으로 개축해, 현재의 모습으로 완성시켰다. 또한, 하인리히 4세 때는 남쪽에 세례당과 성에메람 예배당이 세워지고, 호화로운 복합기둥머리로 성당 안을 장식하는 등 대규모 개축이 이루어졌다. 가장 큰 변화는 삼랑식 신랑을 석조 교차궁륭으로 덮은 것이다. 이것은 독일 최초의 대규모 석조 교차궁륭이었다. 그리고 후진도 새롭게 재건되었다. 특히 후진 재건 공사 때는 외벽 위쪽을 소형 주랑으로 둘러싸고 그 밑에는 장식용 아치를 만들었으며, 다시 아치 밑을 움푹 파는 등 외관에 많은 신경을 썼다. 동쪽 탑이 높아지는 한편, 서쪽에도 새로운 탑이 건설되었다. 그리고 기둥머리의 장식을 비롯한 대성당 내부는 포도나 상상 속의 동물 등을 모티프로 한 상상력이 풍부한 조각품으로 장식되어 있는데, 이것은 롬바르디아의 조각가들이 제작한 것이다.
슈파이어 대성당은 전체를 둘러싸는 회랑이 있는 최초의 구조물이다. 보수 작업 중에 추가한 회랑 체계 또한 건축 역사상 처음이었다.
슈파이어 대성당은 신성로마제국 시기 로마네스크 양식의 가장 중요한 기념비적 건축물이다. 위풍당당한 3랑식(triple-aisled) 아치형 바실리카는 11세기~12세기 로마네스크 건축 발달에 영향을 많이 미친 설계의 절정이었다.

## 로마네스크 건축과 슈파이어 대성당

### 로마네스크 건축
로마네스크 건축은 11세기부터 12세기에 걸쳐 서유럽 각지의 교회당을 중심으로 행하여진 건축 양식이다. 지방색이 강하고, 반원 아치를 사용한 소박한 외관이 특색이다.
로마네스크 건축은 900년경에 시작되어 12세기 후반까지 계속된 초기 - 중기 중세 건축으로 알프스 이북 지역의 전통 목조건축과 로마의 석조 건축을 합한 새로운 건축술을 기본 구조로 삼아 교회가 중심을 이루었던 기독교 양식이다. 교회에서는 카롤링거 왕조 때 자리 잡았던 확장, 발전된 라틴 크로스를 기본 평면으로 삼아 네이브 월을 3단으로 구성하고 그 위에 석조 리브 볼트 천장을 덮는 발전이 있었다. 이 가운데 로마의 전통은 석조 벽체와 볼트 천장이며 나머지는 모두 카롤링거 왕조에서 초기 로마네스크를 거치며 새롭게 발명된 것이다. 볼트 천장을 리브 볼트 천장으로 발전시킨 점과 이것을 네이브 월의 3단 구성과 한 몸으로 유기적 구성을 이루게 한 점은 로마와 중세를 가르는 결정적 차이이다.

### 초기 로마네스크 건축
초기 로마네스크는 900년경에 프랑스 지역에서 먼저 시작되어 11세기 중반까지 계속되면서 로마네스크 건축의 기본 구성을 완성시켰다. 프랑스는 900~1050년, 독일은 950~1060년으로 보는 것이 통례이다. 두 나라를 가른 결정적 차이는 지붕 구조였다. 독일이 전통적인 목조 평천장에 머문 데 반해 프랑스는 석조 볼트 천장을 도입해서 정착시켰다. 중세 건축의 기본 요소 가운데 하나가 석조 리브 볼트천장인 것을 보면 프랑스가 한 발 앞서 나갔다 할 수 있다.

### 독일의 성기 로마네스크와 슈파이어 대성당
독일의 성기 로마네스크는 통상적으로 1060~1170년 사이를 일컫는데 정치사에서는 잘리어 왕조(1024~1125)와 호엔슈타우펜 왕조(1138~1254)에 해당된다. 이 가운데 잘리어 왕조가 주도적 역할을 했다. 오토 왕조의 뒤를 이어 신성로마제국의 전성을 이끈 왕조였으며 이에 따라 건축양식도 전성기를 누렸다. 독일의 성기 로마네스크 건축은 국제주의와 지역주의로 대별될 수 있다. 국제주의는 슈파이어를 중심으로 한 라인란트 상류이 중심지였다. 프랑스 성기 로마네스크를 거치면서 완성된 표준 구성을 받아들이는 문제가 관건이었다.
국제주의는 슈파이어 ⅱ(초기 슈파이어 대성당에서 증축되어 새롭게 지어진 슈파이어 대성당)에서 제일 잘 구현되었다. 독일 로마네스크 전체를 통틀어 리브 볼트 천장과 다발 기둥을 접목시키는 문제를 전적으로 다루어 해결한 거의 독보적인 예였다. 슈파이어는 프랑스에서 완성된 로마네스크 표준 구성으로 이루어진 독일 성기 로마네스크 건축의 상징이다. 독일 로마네스크에서 슈파이어ⅱ가 차지하는 비중은 비정상적으로 컸는데 이는 슈파이어란 도시의 중요성에서 기인한다.
슈파이어는 잘리어 왕조의 중심 도시로서 독일 내에서는 쾰른과 기독교 중심지를 다투었으며 유럽 전체로 보면 클뤼니와 경쟁했다. 슈파이어ⅱ는 제3 클뤼니와 경쟁하기 위해 세운 건물이었다. 제3 클뤼니는 베네딕트회를 매개로 로마의 중앙 가톨릭 정부를 대표하는 순수 가톨릭 성당, 혹은 수도원 성당이었으며 주로 성직자들이 안장되었다. 반면 슈파이어ⅱ는 신성로마제국을 대표하는 황실 성당이었으며 네 명의 황제와 두 명의 황후 등 현실 권력자가 주로 안장되었다. 규모와 구성 등 여러 면에서 쌍벽을 이루며 경쟁했다.
슈파이어ⅱ는 슈파이어ⅰ를 증축한 건물이다. 새 건물은 생각만큼 커지지는 않아서 평면의 전체 윤곽, 납골당, 크로싱, 네이브, 서쪽 파사드 등 기본 골격은 그대로 두고 성가대석, 앱스, 트랜셉트, 여섯 개의 첨탑의 상층부 등을 다시 지었으며 무엇보다 네이브 천장을 석조 볼트로 대체하는 일이 제일 핵심이었다. 네이브 월은 슈파이어ⅰ의 상태인 2단 구성이 그대로 남았다. 천장은 리브 없는 그로인 볼트로 대체했으며 기둥체계도 여기에 맞춰 증축했다. 리브는 횡 방향 아치 형식으로 한 줄만 들어갔다.

## 역사

### 건축
슈파이어 대성당은 두 번에 걸쳐 건축되었다. 오토 왕조에 이어 살리 왕조를 연 콘라트 2세가 시작한 1차 건축은 하인리히 3세를 거쳐 하인리히 4세 때인 1061년에 마무리 되었으며 2차 건축은 1082년에 시작되었다.

#### 1차 건축
독일 남서부 라인라트팔츠 주 슈파이어에 위치한 슈파이어 대성당은 1024년부터 1106년까지 86년 동안 건축되었다. “Domkirche St. Maria un St. Stephan”, 한국어로는 “성모 마리아 성당”이 정식 명칭인 이 성당은 슈파이어 지방의 새로운 왕조, 즉 잘리어 왕조의 창립과 함께 공사가 시작되었다. 착공년도인 1024년 잘리어 왕조의 황제 콘라트 2세의 치세 때 신성 로마제국의 주요 로마네스크 기념물로서 4개의 탑과 2개의 돔 구성으로 기공되었다. 성모 마리아와 성 슈테판을 위하는 의미로 창건된 슈파이어 대성당은 힐데스하임(Hildesheim, 독일 북부 니더작센 주에 있는 도시)의 성 미카엘 성당의 설계방식을 적용하였으며 라인란트(Rheinland, 독일의 국경으로부터 라인 강에 이르는 지역)에서 일반적으로 적용된 배치의 유형으로 완성되었다. 1차 건축에서부터 성당의 거대한 규모와 육중한 베스트베르크는 다분히 로마의 성 베드로 대성당을 의식한 것이었다. 특히 30미터가 넘는 단일 블록으로 지어진 베스트베르크는 그 규모도 클 뿐만 아니라 중앙에 거대한 팔각탑을 두어 내부를 밝게 하고, 그 양쪽에 사각기둥 모양의 계단탑을 둠으로써 황제의 성스러운 위엄을 드러내고 교회의 보호자로서의 황제의 상징적 의미를 형상화하였다. 중랑의 궁륭은 튼튼하면서도 위엄을 과시하기 위해 처음부터 석조 궁륭으로 계획되었으나 기술상의 문제로 일단 목조 궁륭으로 마무리 하였다.

#### 2차 건축
2차 건축은 하인리히 4세가 통치하던 1082년에 시작되었다. 2차 건축 작업은 하인리히 4세가 카노사의 굴욕을 치르고 난 후에 이루어졌다. 성당의 개축 작업은 대립교황의 즉위와 황제 대관식 사이에 시작되었는데 성당을 개축하는 일도 새로 짓는 일과 마찬가지로 정치적인 이유가 크게 작용했다. 황제는 교황으로부터 파문을 당한 상황에서 교회에 대한 자신의 신심을 입증해야 했고 황제권에 대한 요구를 강화하기 위해 성당 건축을 통한 상징정책에 몰두하였다. 2차 건축 공사는 성당의 기본 골격은 그대로 두되, 내진과 후진, 그리고 익랑을 새로 짓고 중랑의 천장을 석조 궁륭으로 처리하였다. 이 과정에서 독일 로마네스크 건축의 대표적인 구성방식이 완성되었다. '로마네스크'란 용어 자체가 '로마적'이라는 의미로 11세기와 12세기의 유럽 건축이 고대 로마의 석조 건축을 닮았다는 데에서 비롯된 것인데, 그 핵심은 바로 석조 궁륭이었다. 슈파이어 대성당의 2차 건축에서 가장 중요시 되었던 문제도 바로 천장을 석조 궁륭으로 올리는 것이었다. 천장을 석조 교차궁륭으로 올리기 위해 힐데스하임의 성 미하엘 성당에서 확립된 정사각형 도식을 토대로 중랑의 구획 두 개가 하나의 교차궁륭을 형성하게 하고 이 교차궁륭을 떠받치기 위해 주 기둥인 육중한 사각기둥을 더욱 보강하였다. 그리고 이 기둥에 튼튼한 횡단 아치를 연결해 궁륭의 틀을 잡는 한편 무게를 분산시켰다. 또한 중랑 벽은 갤러리 없이 2단 구성으로 처리해 벽면을 많이 확보함으로써 궁륭의 무게를 지탱하도록 하였고, 주 기둥과 부 기둥이 만들어 내는 벽면의 아치가 중랑 벽을 보강하도록 하였다. 이로 인해 기둥은 주 기둥과 부 기둥이 교대하는 로마네스크 특유의 교대식 지지체계가 형성되었다. 이로써 높이 32미터 폭 14미터의 궁륭을 가진 거대한 내부공간이 완성되었다.

### 파괴
1688년 9년 전쟁(1688-1697, 팔츠 계승전쟁)이 시작되면서 슈파이어 지역은 전쟁터가 되어 피해지역이 되었다. 슈파이어 대성당 또한 프랑스와 스페인, 잉글랜드를 비롯해 유럽의 국가들이 벌인 전쟁의 피해를 보았다. 전쟁 중이던 1689년, 루이 14세가 이끄는 프랑스군에 의해 슈파이어 시는 큰 화재가 일어났으며 그 결과 대성당의 서쪽 부분이 심한 훼손을 입게 되었다. 이로 인해 1755년 국가는 슈파이어 대성당의 붕괴 위험에 대비하기 위해 동쪽부터 6번째 기둥만 남기고 파손된 서쪽은 철거해버리는 공사를 진행했다.

### 복원
프란츠 이그나츠 미하엘 노이만, 즉 1772년 바로크 시기의 건축가였던 발타자어 노이만의 아들은 9년 전쟁으로 막대한 피해를 입은 슈파이어 대성당의 복원을 위해 중세 양식을 충실히 따라 1778년까지 신랑(신랑(身廊, Nave, 네이브) 또는 중랑(中廊, 교회(성당) 건축에서 중앙 회랑에 해당하는 중심부로서 교회 내부에서 가장 규모가 크고 넓은 부분)을 재건했다. 이후 어느 정도 복원된 대성당은 1794년에 나폴레옹군에 의해 창고 겸 병원으로 이용되었다. 당시 파괴될 위기에 처해 있던 대성당은 주교 잔 루이스 콜마어에 의해 위기를 모면했다. 바이에른 왕 루트비히 1세 시대에는 성모를 주제로 한 그림과 구약성서에 나오는 장면을 묘사한 그림이 대성당 내부에 장식되었다. 1854년에서 1855년까지는 카를스루에의 건축가 하인리히 휩슈가 서쪽 부분을 재건해 네오로마네스크 양식의 탑 2기를 건설했다. 1957년에 성당 참사회와 라인란트팔츠 주는 대성당 창건 900주년이 되는 1961년 가을부터 대성당을 본격적으로 복원하기로 결정했다. 이 복원 과정에서 독일의 역사화가 요한 슈라우돌프가 19세기에 그린 프레스코화는 대성당에 어울리지 않는다는 이유로 대부분 벗겨져 버리고, 그 속에 있던 자주색과 흰색 사암이 다시 모습을 드러냈다. 그리고 그 전까지 막혀 있던 큰 창문을 통해 신랑으로 빛이 들어오게 되었다. 1967년 이후, 슈파이어 대성당의 외부와 내부는 잘리어 왕조 때의 모습을 거의 되찾았다. 그러나 최근에는 다시 궁륭 천장에 금이 가고 철재에 녹이 슬어 전면적인 보수가 필요한 상황이다.

### 추가작업
슈파이어 대성당의 복원 과정에서 18세기에 건축가 I. M. 노이만(I. M. Neumann)은 1772년부터 1778년까지 파괴된 슈파이어 대성당 건물을 로마네스크 양식으로 재건하는 한편, 바로크 양식의 서향구조(Westwerk)도 만들었다. 이 때 바이에른 왕 루트비히 1세는 내부의 채색을 의뢰하였다. 이에 따라 1846년부터 1853년까지 요하네스 슈라우돌프(Johannes Schraudolph)와 요제프 슈바르츠만(Josef Schwarzmann) 등 유파의 화가들이 후기 나사렛 화풍으로 작업을 완료하였다. 이 추가 작업물은 1854년-1858년에 서관으로 대체되었는데, 이는 당시의 사상에 일치하는 로마네스크 양식의 모방 작품이었다. 같은 기간, 슈라우돌프(Schraudolph)와 그의 제자들은 성당 내부를 신 로마네스크 양식의 장식적인 그림과 거대한 역사적인 사각형 판으로 장식하였다. 작업부들은 슈파이어 대성당을 11세기 모습으로 되돌리기 위해 1957년부터 그림과 채색된 회벽층 제거 작업을 시작하였다. 한편, 묘지로 쓰이던 지하실은 현재까지 원래 상태를 유지하였기에 중요성을 가지고 있는데 이는 지하실에 1039년부터 1309년까지 약 300년 동안 성당에 매장된 중세 독일 황제와 왕들의 묘소가 있기 때문이다. 이곳에는 또한 대성당의 건축을 명령한 콘라트 2세의 무덤도 있는데, 그가 죽었을 때는 지하실이 완공되지 않았기 때문에 그는 2년 동안 다른 곳에 묻혀 있었다.

### 유네스코 등재
슈파이어 대성당은 1981년 독일의 세계유산으로 등재되었다. 1978년 독일 역사상 가장 처음 세계문화유산에 등재된 아헨 대성당을 비롯하여 1981년 등재된 뷔르츠부르크 주교관과 함께 세 번째 문화유산으로 유네스코 세계유산 목록에 올라갔다.

## 내부
슈파이어 대성당은 내부가 크게 서쪽입구, 신랑, 측랑, 국왕의 내진, 주교구 본부의 내진, 익랑, 세례당, 아프라 예배당, 성구실로 나누어 볼 수 있다.

### 서쪽입구
서쪽입구에는 다양한 조각상들이 위치하고 있다. 서쪽 입구 방향으로 천장에 큰 파이프오르간과 루돌프 황제의 왕관이 달려있으며 양 벽면에는성화들이 그려져 있다. 성당 내부에 그려진 또 다른 벽화로는 왕 루트비히 1세 시대에 그려진 성모를 주제로한 그림들과 구약성서에 나오는 장면을 묘사한 그림들이 있다. 또한 서쪽입구에는 계단 모양으로 조각된 두께 6m의 벽체가 위치하고 있다.

### 신랑
신랑의 궁륭 (돌이나 벽돌 또는 콘크리트의 아치로 둥그스름하게 만든 천장을 뜻한다) 은 각형과 반원형 기둥이 혼합된 각주로 지탱되며, 가로로 놓인 아치 위의 천장은 교차궁륭 (같은 크기의 두 개의 반원형이 서로 교차하여 생긴 것으로 모서리는 날카로우며 네부분으로경간 구획을 이루던가 궁륭교차선을 경계로 경간 구획을 이룸)으로 이루어져 있다. 가로로 놓인 아치와 맞닿아 있는 반원형 열주 맨 위쪽에는 코린트식 기둥머리를, 중간 위치에는 원판 모양의 기둥머리를 장식해, 내진 방향으로의 흐름을 강조했다. 또한 신랑(身廊)은 원래 평면 천장이었으나 1082년 이후 건축가 베논에 의해 횡단 아치와 교차 볼트(vault)가 걸쳐짐으로써 더욱 발전된 로마네스크 건축이 되었다.

### 아프라 예배당
북쪽의 아프라 예배당은 히인리히 4세가 사망한 1106년 당시에 완성이 되었다.

### 남쪽 회랑
남쪽 회랑에는 양쪽으로 측량(aisle)이 있는데, 그로인 볼트(원통 볼트와 원통볼트의 교차볼트)로 높이고 노란 사암들로 쌓아올린 기둥들이 장엄하게 늘어선 모습을 하고 있다.

### 지하제실
슈파이어 대성당은 황제의 위대함과 힘을 보여주는 대표적인 건축물 이라고 볼 수 있다. 그 대표적인 예시로서 슈파이어 성당 곳곳에 위치하고 있는 황제의 동상들과 지하제실에 있는 황제들의 묘비이다.
익랑내진 아래에 있는, 1041년 완성된 지하 제실은 천장 높이만 해도 7m에 달해, 지하 제실 중에서 가장 큰 규모이다. 구조는 중앙교차부를 중심으로 양쪽 십자형돌출부와 성가대석부를 그대로 따라 바로 그 아래에 3개의 정방형 방과 반원형 예배당으로 이뤄졌으며 정방형 방들은 3 x 3 의 아홉 구역으로 구성되어 있다. 로마네스크의 전형적인 모습으로 각 구역은 노랑과 붉은 사암을 교대로 끼운 반원아치로 구획짓고 천정은 그로인볼트로 구성하여 전체적으로 우아한 분위기를 내고 있다.
지하제실에는 하인리히 4세를 포함해 총 10명의 사람들(대관 받은 황제3명, 대관 받지 못한 황제4명, 그리고 황후 3명)이 안치 되어있다. 지하 제실에 처음으로 안치된 사람은 대성당을 지은 콘라트 2세였다. 그는 1125년까지 신성로마제국의 황제를 배출한 잘리어 왕조의 초대 황제로, 1027년에 황제에 올랐다. 그는 이 슈파이어의 대성당을 단순히 묘소로 건설한 것은 아니었다. 그리스도교를 제국 통합의 지주로 삼았던 잘리어 왕조의 역대 황제들은 웅장한 성당을 건립해 황제의 권위를 상징하려는 의도를 갖고 있었다. 지하 제실에 묻힌 황제는 콘라트 2세 외에도 앞에서 말한 루돌프 1세, 나사우의 아돌프, 루돌프 1세의 아들 알브레히트 1세 등이 있다. 또 붉은 수염왕프리드리히 1세의 두 번째 부인인 베아트리스드부르고뉴의 석관도 여기에 안치되어 있다. 그 외에도 오스트리아의 알브레이트왕, 하인리히 3세, 콘라드 2세의 황후 기젤라, 프리드리히의 아들 슈바벤의필립왕 등이 안치되어있다.

### 조각상
슈파이어 대성당 내부에 비치되어있는 유명한 조각상으론 합스부르크의루돌프 1세왕 석관과 나사우의 아돌프왕을 들 수 있다. 이 두 조각상 중합스부르크의루돌프 1세왕 석관위에는‘로마의 왕 루돌프’라고 쓰여있다. 합스부르크의 루돌프 1세(독일어: Rudolf von Habsburg, 1218년5월 1일 - 1291년7월 15일)는 합스부르크 왕가 최초의 독일 왕이다. 슈바벤 지방의 백작으로 태어났으나, 오스트리아 공작과 슈타이어마르크 공작의 자리에 올랐다. 이후 합스부르크 왕가는 600여년 동안 두 지방을 지배하며 유럽 최고의 권력가로 떠올랐다. 루돌프 1세는 그의 말년에 슈파이어 대성당에서 자신의 생을 마감하기 위해 여정을 떠났고,1291년 7월 15일 슈파이어에서 죽은 후 슈파이어 대성당에 안치되었다.

## 외부

### 첨탑, 지붕
슈파이어 대성당 건물의 길이는 134M이고, 높이 72M의 첨탑구조이다. 동과 서에 각각 탑이있고 위풍당당한 3랑식(triple-aisled) 아치형 바실리카이다. 건축구조는 동서양의 영향의 완벽한 균형을 잘 보여주고 있다. 대성당의 동쪽으로는 후진을 덮고 있는 반원추형 지붕, 내진을 덮고 있는 합각 지붕, 그 뒤 2기의 탑 사이에는 익랑 교차부의 둥근 지붕이 있다. 이처럼 슈파이어 대성당은 균형 잡힌 아름다움이 특히 두드러진다.

### 석재 세례반

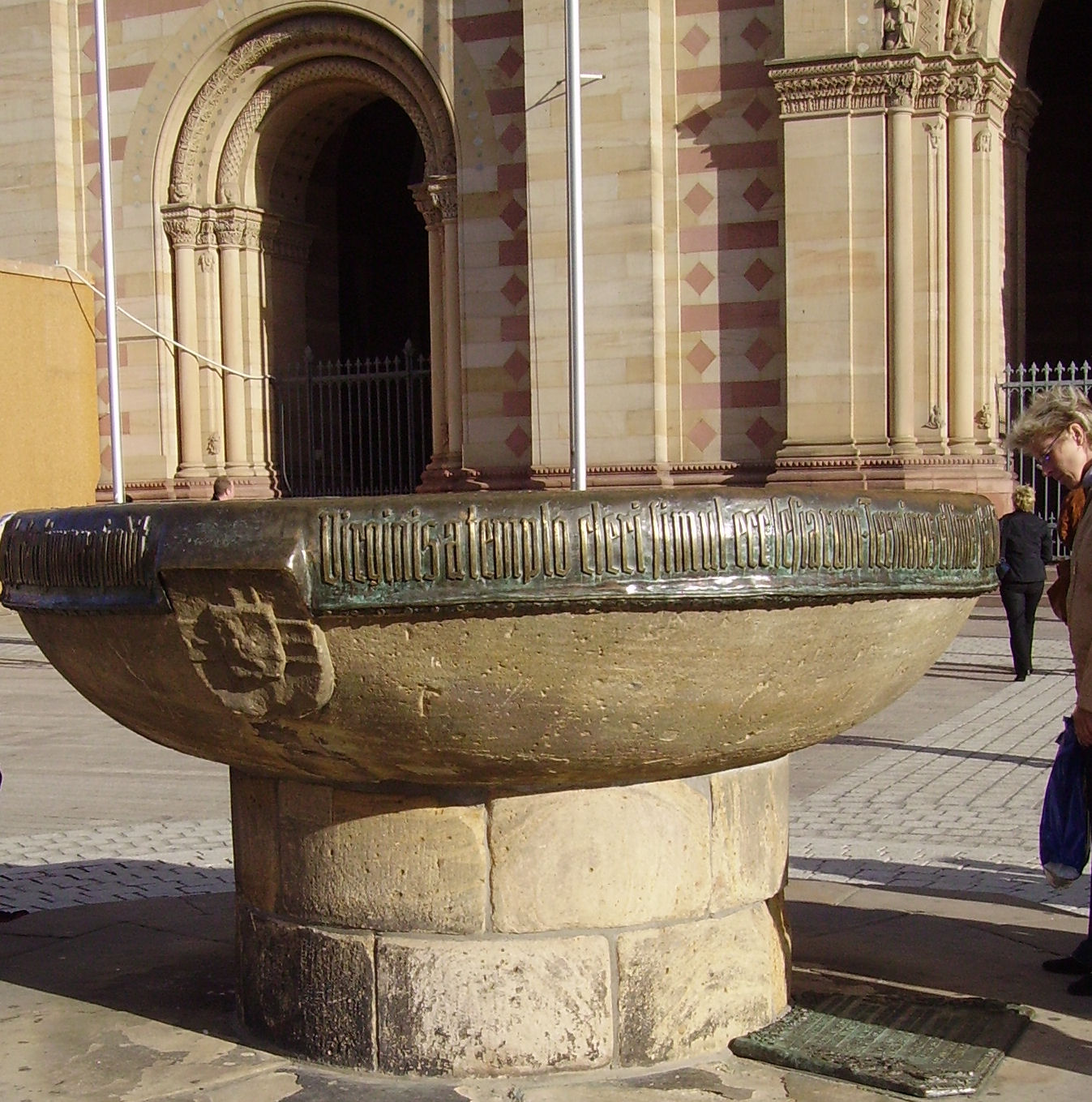
석재 세례반

슈파이어 대성당 정문 앞 광장에는 1,560L 용량의 거대한 석재 세례반이 있다. 이 세례반은 한 때 교구와 도시 사이의 경계선을 상징하였다.

### 주변 설치물
성당외부 주변에는 앞서 얘기한 황제들의 여러 동상들이 위치하고 있다. 이 동상들은 황제를 단순히 한나라의 황제로서 근엄하고 위대하게 표현할 뿐 만 아니라 신화에 나오는 영웅들처럼 위대하고 존경스럽게 표현하고있다. 이러한 조각들은 슈파이어 대성당이 황제의 권력과 권위의 상징이었다는 것을 보여주는 대표적인 건축물이다.